# Pew Research Center
Het Pew Research Center is een onafhankelijke Amerikaanse denktank en opinieonderzoeksbureau gevestigd in Washington D.C. Het levert informatie over sociale kwesties, publieke opinie en demografische trends die de Verenigde Staten en de wereld vormen. Het doet ook opiniepeilingen, demografisch onderzoek, mediacontentanalyse en ander empirisch sociaalwetenschappelijk onderzoek. Het Pew Research Center neemt geen expliciete beleidsposities in en is een dochteronderneming van The Pew Charitable Trusts.

## Geschiedenis
In 1990 stichtte de Times Mirror Company het Times Mirror Center for the People & the Press als onderzoeksproject met de opdracht om peilingen uit te voeren over politiek en beleid. Andrew Kohut werd director in 1993 en The Pew Charitable Trusts werd er in 1996 de primaire sponsor van, waarbij het hernoemd werd tot het Pew Research Center for the People & the Press. De naam is "Pew" is de achternaam van de oprichters van The Pew Charitable Trusts.
In 2004 zette de trust het Pew Research Center op in Washington D.C. In 2013 trad Kohut af als voorzitter en werd oprichtend directeur; Alan Murray werd de tweede voorzitter van het centrum. In oktober 2014 werd Michael Dimock, die al 14 jaar bij het Pew Research Center had gewerkt, de volgende voorzitter.

## Financiering
Het Pew Research Center is een belastingvrije non-profitorganisatie volgens artikel 501(c)(3) van de United States Codeen een dochteronderneming van The Pew Charitable Trusts, zijn primaire financier. Sommige projecten worden gefinancierd door de evangelicaal protestantse John Templeton Foundation.

## Onderzoeksterreinen
Het onderzoek van het Center is opgedeeld in zeven domeinen:
- U.S. Politics & Policy
- Journalism & Media
- Internet, Science & Tech
- Religion & Public Life
- Hispanic Trends
- Global Attitudes & Trends
- Social & Demographic Trends